# قره‌بی یایلا
قره‌بی یایلا (اوکراینی: Карабі́-Яйла́، آوانگاری: Karabi-Yaila) یک منطقه حفاظت‌شده در شبه‌جزیره کریمه است.